# Wendy Houvenaghel
Wendy Louise Houvenaghel (nata McLean) (Upperlands, 27 novembre 1974) è un'ex ciclista su strada ed ex pistard britannica.

## Biografia
Houvenaghel si è laureata in odontoiatria all'Università di Dundee, dove ha incontrato il suo futuro marito, successivamente ha prestato servizio come dentista presso la Royal Air Force, prima come luogotenente e poi promossa a capo squadra. Completato il suo servizio nell'agosto 2004, ha iniziato a lavorare part-time in un ambulatorio di odontoiatria per finanziare la carriera da ciclista.

## Carriera
Houvenaghel ha disputato la sua prima gara amatoriale partecipando, senza nessuna esperienza, ma già l'anno seguente si è laureata campionessa britannica a cronometro ed è stata selezionata per competere ai Mondiali di Hamilton, in Canada.
Tra il 2004 e il 2006 vince tutte le prove a cronometro sul territorio britannico a cui partecipa e nel frattempo, nell'ottobre 2005, vince il suo primo titolo nazionale a inseguimento su pista, titolo a cui presto sono seguiti i primi successi in tappe di coppa del mondo di ciclismo su pista, a 31 anni. Grazie a questi risultati viene selezionata dalla federazione ed inclusa in un programma finalizzato ai Giochi olimpici di Pechino 2008.
Nel 2006 ha vinto la prima delle sue tre coppe del mondo nell'inseguimento e in aprile ha gareggiato ai Mondiali di Bordeaux, classificandosi quinta.
Tra il 2006 ed il 2007 ha conquistato un'altra coppa del mondo, il suo secondo titolo nazionale a cronometro su strada e il secondo titolo nazionale su pista nell'inseguimento, ha partecipato poi ai Mondiali su pista di Palma di Maiorca chiudendo l'inseguimento al quarto posto.
Apre il 2008 con la partecipazione ai Mondiali di Manchester dove, oltre ad un altro quarto posto nell'inseguimento individuale, vince l'oro nell'inseguimento a squadre insieme a Rebecca Romero e Joanna Rowsell stabilendo il nuovo record del mondo.
Questo risultato gli vale la convocazione per i giochi olimpici di Pechino dove si consacra vincendo l'argento dietro solo alla compagna di squadra Romero.
Negli anni successivi aggiudica la terza coppa del mondo nell'inseguimento individuale (2009/2010), due ori mondiali nell'inseguimento a squadre (2009, 2011), a cui si aggiunge l'argento nel 2012 e gli argenti nell'individuale nel 2009, 2010 e 2012. A livello nazionale vince il suo terzo e ultimo titolo nazionale su pista e due ulteriori campionati a cronometro nel 2011 e 2012.
Nel 2012 non viene convocata per i Giochi della XXX Olimpiade.
Ha annunciato il ritiro dall'attività agonistica nel 2014 dopo aver subito un infortunio alla schiena durante un allenamento in preparazione dei XX Giochi del Commonwealth.

## Palmarès

### Pista
- 2005/2006

Campionati britannici, inseguimento
Classifica generale Coppa del mondo 2005-2006, inseguimento individuale
4ª prova Coppa del mondo, inseguimento individuale (Sydney)
- 2006/2007

Classifica generale Coppa del mondo 2006-2007, inseguimento individuale
2ª prova Coppa del mondo, inseguimento individuale (Mosca)
4ª prova Coppa del mondo, inseguimento individuale (Manchester)
Campionati britannici, inseguimento
- 2007/2008

Campionati del mondo  inseguimento a squadre (Manchester)
Giochi della XXIX Olimpiade  inseguimento a squadre (Pechino)
- 2008/2009

Campionati del mondo  inseguimento a squadre,  inseguimento individuale (Pruszków)
1ª prova Coppa del mondo, inseguimento individuale (Manchester)
- 2009/2010

Campionati del mondo  inseguimento individuale,  inseguimento a squadre (Pruszków)
Classifica generale Coppa del mondo 2009-2010, inseguimento individuale
1ª prova Coppa del mondo, inseguimento a squadre e individuale (Manchester)
2ª prova Coppa del mondo, inseguimento individuale (Melbourne)
XIX Giochi del Commonwealth  inseguimento individuale (Nuova Delhi)
- 2010/2011

4ª prova Coppa del mondo, inseguimento a squadre (Manchester)
- 2011/2012

Classifica generale Coppa del mondo 2011-2012, inseguimento a squadre
2ª prova Coppa del mondo, inseguimento a squadre (Cali)

### Strada
- 2003

Campionati britannici gara a cronometro
- 2004

Campionati britannici gara a cronometro
- 2007

Campionati britannici gara a cronometro
- 2009

Chrono Champenois
- 2011

Campionati britannici gara a cronometro
- 2012

Celtic Chrono
Campionati britannici gara a cronometro
Chrono Champenois